# Mount Deardorff
Mount Deardorff ist ein 2380 m hoher und markanter Berggipfel im westantarktischen Marie-Byrd-Land. Er ragt aus einem massigen Gebirgszug zwischen den Kopfenden des Moffett- und des Steagall-Gletschers im Königin-Maud-Gebirge auf.
Erstmals kartiert wurde der Berg bei der Byrd Antarctic Expedition (1928–1930) anhand von Vermessungen und Luftaufnahmen. Das Advisory Committee on Antarctic Names benannte ihn 1967 nach dem US-amerikanischen Strahlenforscher John Evan Deardorff (* 1941), der 1964 auf der McMurdo-Station tätig war.